# Esta soledad
Esta soledad è una canzone della cantante portoricana Kany García. È la colonna sonora della telenovela messicana Todo por Amor.

## Video
Il video musicale è stato girato in varie località naturali di Buenos Aires, in Argentina, e cattura con nuovi effetti speciali, l'atmosfera melancolica e umana di Kany. Il regista è Claudio Diavela, che aveva precedentemente lavorato con artisti come Chayanne e Diego Torres.

## Altre versioni
Kany Garcia ha realizzato un'altra versione della canzone in collaborazione con Dani Martín, inserita nell'album Kany Garcia.